# Komarówka (rejon krzemieniecki)
Komarówka (ukr. Комарівка) – wieś na Ukrainie w rejonie krzemienieckim należącym do obwodu tarnopolskiego.